# Westerholm
Westerholm, även skrivet Vesterholm, är ett svenskt efternamn, som är vanligare i Finland än i Sverige. Offentlig statistik tillgänglig i november 2018 uppger följande antal personer var bosatta i de bägge länderna med stavningsvarianterna:
- Westerholm: Sverige 616, Finland 1078
- Vesterholm: Sverige 277, Finland 99

Totalt blir detta 893 personer bosatta i Sverige och 1177 personer bosatta i Finland.

## Personer med efternamnet Westerholm eller Vesterholm
- Barbro Westerholm (1933–2023), svensk läkare, ämbetsman och politiker, liberal
- Brita Westerholm, född Lovén (1912–1981), svensk friidrottare
- Johan Westerholm (född 1962), svensk bloggare och samhällsdebattör
- John Westerholm (född 1950), finländsk geograf
- Nicklas Westerholm (född 1991), svensk travkusk och travtränare
- Nils Westerholm (1912–1991), finländsk läkare och tandläkare med professors namn
- Pathrik Vesterholm (född 1992), svensk ishockeyspelare
- Peter Westerholm (1935–2024), svensk läkare, professor i arbets- och miljömedicin
- Ponthus Vesterholm (född 1992), svensk ishockeyspelare
- Raino Westerholm (1919–2017), finländsk politiker, Finlands kristliga parti
- Sam Westerholm (född 1947), sverigefinländsk skulptör, tecknare och målare
- Victor Westerholm (1860–1919), finländsk målare, professor
- Wolter Westerholm (1908–2009), finländsk industriman